# Römisches Haus

Römisches Atriumhaus:
1: Eingangsflur
2: Läden
3: Atrium
4: Impluvium (Regenwasser-Sammelbecken)
5: Tablinum
6: Garten
7: Triclinium (Esszimmer)
8: Alae
9: Schlafzimmer

Im antiken römischen Hausbau gibt es unterschiedliche Bautypen. Der lateinische Sprachgebrauch unterschied grundsätzlich zwischen Stadthaus (domus) und Landhaus (villa).

## Stadthaus (domus)
- Das altitalische Atriumhaus ist ein früher Wohnhaustyp, der auf etruskische Bauformen zurückgeht. Seit dem 2. Jahrhundert v. Chr. wurde dieser Haustyp oft durch den Bau eines Peristyls erweitert. Zentrum des Atriumhauses war ein unmittelbar nach dem Eingangsbereich anschließender zentraler Raum (lat. atrium), von dem aus eine Reihe von kleineren Räumen erreichbar waren. Im vierten Jahrhundert verschwand das Atrium. Die Häuser hatten nun oftmals nur noch ein Peristyl. Typisch für diese spätantiken Häuser sind auch ein Nymphäum und ein großer Raum in dem vom Eingang am weitesten entfernten Teil des Hauses. Es handelt sich wahrscheinlich um eine Art Wohnzimmer.[1]
- Die Insula ist ein großes, mehrstöckiges Mietshaus mit zahlreichen Wohnungen und Läden im Erdgeschoss.

## Landhaus (villa)
- Die Villa rustica ist das Hauptgebäude eines landwirtschaftlichen Betriebs. Es kann sich dabei um ein einfaches Bauernhaus oder um größere Gebäudekomplexe, beispielsweise auf Latifundien, handeln.
- Als Villa urbana wird ein mit aufwendiger Architektur und städtischem Komfort ausgestattetes Landhaus der römischen Oberschicht bezeichnet. Luxusvillen dieser Art waren oft auch noch mit einem landwirtschaftlichen Betrieb verbunden, ihr Hauptzweck war jedoch der zurückgezogene Sommeraufenthalt des Villenbesitzers, bei dem hellenistisch geprägte Kultur gepflegt und üppige Gastmähler veranstaltet wurden.